# Кремниевая долина (2-й сезон)
Премьера второго сезона американского комедийного телесериала «Кремниевая долина» состоялась в США на HBO 12 апреля 2015 года. Сезон состоял из 10 эпизодов и завершился 14 июня 2015 года.
Сезон начинается сразу после победы Пегого Дудочника на TechCrunch Disrupt. В поисках инвестиций серии А за ними ухаживает Лори Брим (Сьюзан Крайер), которая заменила Питера Грегори в Raviga Capital после его смерти, а также другие венчурные компании. Генеральный директор Hooli Гэвин Белсон (Мэтт Росс) подает в суд на Пегого Дудочника, утверждая, что Ричард (Томас Миддлдитч) создал алгоритм используя компьютеры Hooli во время работы компании. В итоге Ричард решает работать с Рассом Ханнеманом (Крис Диамантопулос).

## Актёры и персонажи

### Основной состав
- Томас Миддлдитч в роли Ричарда Хендрикса
- Ти Джей Миллер в роли Эрлиха Бахмана
- Джош Бренер в роли Нельсона «Башки» Бигетти
- Мартин Старр в роли Бертрама Гилфойла
- Кумэйл Нанджиани в роли Динеша Чугтая
- Аманда Крю в роли Моники Холл
- Зак Вудс в роли Дональда «Джареда» Данна
- Мэтт Росс в роли Гэвина Белсона
- Сьюзан Крайер в роли Лори Брим
- Джимми Оуян в роли Дзан Янга

### Периодические роли
- Крис Диамантопулос в роли Расса Ханнемана
- Бен Фельдман в роли Рона ЛаФламма
- Бернард Уайт в роли Денпока
- Энди Дейли в роли врача
- Элис Веттерлунд в роли Карлы Волтон
- Патрик Фишлер в роли Д-р Дэвиса Баннерчека
- Пинг Ву в роли Хенри
- Мэтт Маккой в роли Пита Монахана
- Али Мауджи в роли Али Датта
- Скотт Прендергаст в роли Скотта
- Джилл Э. Александр в роли Патрис
- Брайан Тичнелл в роли Джейсона
- Анна Хаджа в роли Рейчел

## Эпизоды
| № общий | № в сезоне | Название                                        | Режиссёр   | Автор сценария | Дата премьеры  | Зрители США (млн) |
| ------- | ---------- | ----------------------------------------------- | ---------- | -------------- | -------------- | ----------------- |
| 9       | 1          | «Перестановка на Сэнд Хилл» «Sand Hill Shuffle» | Майк Джадж | Клэй Тарвер    | 12 апреля 2015 | 2,13              |
| 10      | 2          | «Провальная девальвация» «Runaway Devaluation»  | Майк Джадж | Рон Вайнер     | 19 апреля 2015 | 1,73              |
| 11      | 3          | «Фальшивые деньги» «Bad Money»                  | Алек Берг  | Алек Берг      | 26 апреля 2015 | 1,94              |
| 12      | 4          | «Леди» «The Lady»                               | Алек Берг  | Карсон Мелл    | 3 мая 2015     | 1,75              |
| 13      | 5          | «Место на сервере» «Server Space»               | Майк Джадж | Сони Ли        | 10 мая 2015    | 1,53              |
| 14      | 6          | «Убийство» «Homicide»                           | Майк Джадж | Кэрри Кемпер   | 17 мая 2015    | 1,54              |
| 15      | 7          | «Контент для взрослых» «Adult Content»          | Алек Берг  | Эми Аниоби     | 24 мая 2015    | 1,60              |
| 16      | 8          | «Герой и злодей» «White Hat/Black Hat»          | Алек Берг  | Дэниел Лайонс  | 31 мая 2015    | 1,78              |
| 17      | 9          | «Обязательный арбитраж» «Binding Arbitration»   | Майк Джадж | Дэн О'Киф      | 7 июня 2015    | 1,87              |
| 18      | 10         | «Два дня Кондора» «Two Days of the Condor»      | Алек Берг  | Алек Берг      | 14 июня 2015   | 2,11              |

## Производство
В апреле 2014 года HBO продлил показ сериала на второй сезон. В октябре 2014 года появились новости, что Ребекка Крескофф была выбрана на роль Лори Брим, однако в январе 2015 года эту роль получила Сьюзан Крайер. В ноябре стало известно, что Крис Диамантопулос был выбран на постоянную роль Расса Ханнемана. Начиная с этого сезона, Джимми Оуян и Мэтт Росс были переведены в разряд постоянных участников сериала после того, как в первом сезоне у них были эпизодические роли.

## Критика

### Реакции критиков
На агрегаторе рецензий Rotten Tomatoes сезон получил 96 % одобрения, получив рейтинг «Certified Fresh». Средний балл 8,51/10 на основе 23 рецензий. Консенсус критиков сайта гласит: «Кремниевая долина повышает свой комедийный коэффициент с эпизодом, который сглаживает неровности, оставшиеся после потери любимого члена команды». Аналогично, на сайте Metacritic, который использует средневзвешенное значение, оценка составляет 86 из 100 на основе 9 рецензий, что свидетельствует о «всеобщем признании».
Джефф Дженсен из Entertainment Weekly, поставивший сезону оценку «А», назвал его «умным и остроумным», сказав, что «актеры сериала наделяют свои гиковские выкройки удивительно несовершенной человечностью, которая позволяет нам заботиться о них, даже когда они подрывают друг друга и самих себя в своем стремлении к успеху и значимости. Возможно, Пегий Дудочник никогда не достигнет величия, но Кремниевая долина, похоже, готова к этому». Тим Гудман из The Hollywood Reporter оценил сезон как «впечатляюще обновленный после звездного первого сезона».
В центре внимания критиков была замена Кристофера Эвана Уэлча, который умер во время съемок первого сезона. В Vulture, Мэтт Золлер Сейц высоко оценил замену Уэлча, Сьюзаной Крайер, добавив, что «и персонаж, и актриса превосходны — одновременно успокаивающе знакомые и отталкивающие, которые не сразу регистрируются». Брайан Таллерико из RogerEbert.com с меньшим энтузиазмом отозвался о персонаже Крайер как о «персонаже на замену».

### Номинации
На 73-й церемонии вручения премии «Золотой глобус» сериал был номинирован в категорию «Лучший телесериал (комедия или мюзикл)». Сериал также получил семь номинаций на 67-й премии «Эмми», в том числе «Лучший комедийный сериал», «Лучшая режиссура комедийного телесериала» (Майк Джадж за «Перестановка на Сэнд Хилл»), «Лучший сценарий комедийного телесериала» (Алек Берг за «Два дня Кондора»), «Лучший производственный дизайн», «Лучший монтаж однокамерного изображения» и «Лучшее микширование звука».

## Домашние медиа
Второй сезон был выпущен на DVD и Blu-ray 19 апреля 2016 года; бонусные функции включают шесть аудиокомментариев, ролик «За кулисами» и удаленные сцены.